# 李圣
| 姓名         | 李聖                                                                                      |
| 時代         | 新朝代                                                                                    |
| 生没年       | 生年不詳 - 23年（更始元年）                                                               |
| 字・別号     | 李棽（旧名）                                                                              |
| 出身地       | 〔不詳〕                                                                                  |
| 職官         | 中郎将〔西汉〕→厭難将軍〔西汉〕 →相威将軍〔新〕 →侍中掌牧大夫〔新〕 →大将軍兼揚州牧〔新〕 |
| 爵位         | -                                                                                         |
| 陣营・所属等 | 孺子嬰→王莽                                                                               |
| 家族・一族   | 〔不詳〕                                                                                  |

李聖（？—23年），原名李棽，西汉時代末期新朝武将。

## 生平
居摄三年（8年），中郎将李棽被任命为厭難将軍，三輔叛乱，李棽討伐趙明。新朝建国後，始建国二年（10年），立国将軍孫建率十二将軍討伐匈奴，李棽为十二将軍之一相威将軍，和一起鎮遠将軍李翁出击西河郡。
地皇二年（22年）秋，卜者王况作讖書（預言書）：「荊楚当興、李姓成為辅佐」，王莽于是抑制他。任命侍中掌牧大夫李棽为大将軍兼揚州牧，改名李聖，委任他鎮撫揚州方面。
更始元年（23年）六月，大司空王邑、大司徒王寻率新朝主力部队在颍川郡昆陽之战大败後，李聖固守淮陽郡淮陽城。同年秋，更始帝（劉玄）派大司馬朱鲔、归德侯岑彭率軍攻打，淮陽城陷落，李聖被殺害。《漢書》王莽传，说他在山東战死。